# Ömer Tokaç
Ömer Tokaç (* 26. Oktober 2000 in Engelskirchen) ist ein deutsch-türkischer Fußballspieler.

## Karriere
Ömer Tokaç erlernte das Fußballspielen in den Jugendmannschaft des SSV Bergneustadt sowie in der Jugendmannschaft des Bundesligisten Bayer 04 Leverkusen. Mit Leverkusen spielte er 47-mal in der A-Junioren-Bundesliga. Seinen ersten Profivertrag unterschrieb er am 1. Juli 2019 beim japanischen Verein Shonan Bellmare. Der Verein aus Hiratsuka, einer Großstadt im Süden der Präfektur Kanagawa, spielte in der ersten japanischen Liga, der J1 League. Sein Profidebüt gab er am 20. Juli 2019 im Auswärtsspiel bei Hokkaido Consadole Sapporo. Hier wurde er in der 67. Minute für Daiki Kaneko eingewechselt. Das war zugleich auch sein einziges Erstligaspiel für Shonan. Die Saison 2020 wurde er an den Fukushima United FC ausgeliehen. Der Verein aus Fukushima spielte in der dritten Liga, der J3 League. Für den Verein stand er 32-mal in der dritten Liga auf dem Spielfeld. Nach Ende der Ausleihe wurde er von Fukushima fest unter Vertrag genommen. 2021 lief er 17-mal in der dritten Liga auf. Im Januar 2022 wechselte er in die zweite japanische Liga. Hier unterschrieb er einen Vertrag beim Tochigi SC.
Seit Januar 2023 spielte er beim SV Eintracht Hohkeppel, mit dem er 2024 in die Regionalliga West aufstieg.